# Phaeoses flabilis
Phaeoses flabilis är en fjärilsart som beskrevs av Turner 1923. Phaeoses flabilis ingår i släktet Phaeoses och familjen äkta malar. Inga underarter finns listade i Catalogue of Life.